# Hans Redder
Hans Redder (født 13. november 1988 i København) er en dansk journalist, der arbejder som politisk kommentator på TV2. Redder har tidligere arbejdet for Dagbladet Information og Jyllands-Posten.

## Baggrund
Redder, der er søn af journalisterne Niels Nørgaard og Gitte Redder, er uddannet fra Syddansk Universitet i 2012. Under sine studier boede han kortvarigt i Odense og engagerede sig i at skrive historier til avisen Lixen for journaliststuderende.
Ved afslutningen af sine studier blev Hans Redder ansat på TV2. Han havde egentlig sat sig for at blive almindelig avisjournalist, men opdagede at kanalen søgte en politisk journalist. Han har sidenhen også fået rollen som først politisk analytiker og senere politisk redaktør, som han overtog fra Troels Mylenberg i 2021.

## Privatliv
Redders bror Anders Redder (født 1993) er også journalist. I sin ungdom så han op til Jørn Stjerneklar.
Redder er bosat i Køge med sin hustru Emilie og er far til en datter, der er født i 2017. Parret har derudover en søn, der på tragisk vis døde af et hjertestop i maj 2024 blot fire år gammel. Dødsfaldet fik Redder til at tage en længere pause fra arbejde, før han vendte tilbage til TV2 i august samme år.